# Кафтинское сельское поселение
Ка́фтинское се́льское поселе́ние — упразднённое муниципальное образование в Бологовском районе Тверской области Российской Федерации, существовавшее в 2005 — 2023 годах.
Центр поселения — деревня Тимково.
Кафтинское сельское поселение образовано в 2005 году, включило в себя территории Тимковского (до 1998 года — Чешовский с.о.) и Кафтинского сельских округов.
Законом Тверской области от 26 мая 2023 года № 24-ЗО муниципальное образование было упразднено с включением всех населённых пунктов в состав Бологовского муниципального округа.

## Географические данные
- Общая площадь: 301,3 км².
- Нахождение: восточная часть Бологовского района.
  - Граничит:
    - на севере — с Кемецким СП
    - на востоке — с Березорядским СП
    - на юго-востоке — с Удомельским районом, Мстинское СП
    - на юге — с Вышневолоцким районом, Коломенское СП
    - на западе — с Бологовским городским поселением
    - на северо-западе — с Березайским СП и Рютинским СП

Много озёр, на западе — крупное озеро Кафтино.

Поселение пересекает Октябрьская железная дорога (линия Бологое — Сонково — Рыбинск).

## Население
| 2010 | 2011 | 2012 | 2013 | 2014 | 2015 | 2016 |
| ---- | ---- | ---- | ---- | ---- | ---- | ---- |
| 934  | ↘926 | ↗927 | ↗941 | ↘928 | ↘881 | ↘861 |
| 2017 | 2018 | 2019 | 2020 | 2021 |      |      |
| ↘817 | ↘806 | ↘767 | ↘747 | ↗774 |      |      |

По переписи 2002 года — 1329 человек (1049 Тимковский и 280 Кафтинский сельские округа), на 01.01.2008 — 1265 человек.

Национальный состав: русские.

## Населенные пункты
На территории поселения находятся 27 населенных пунктов:
| №  | Населённый пункт | Тип населённого пункта | Население |
| -- | ---------------- | ---------------------- | --------- |
| 1  | Бор              | деревня                | 1         |
| 2  | Будущее          | деревня                | 48        |
| 3  | Васильево        | деревня                | 12        |
| 4  | Ганево           | деревня                | 1         |
| 5  | Глубокое         | деревня                | 0         |
| 6  | Гоголево         | деревня                | 18        |
| 7  | Горка            | деревня                | 1         |
| 8  | Дмитровка        | деревня                | 26        |
| 9  | Жуково           | деревня                | 1         |
| 10 | Заозерье         | деревня                | 13        |
| 11 | Кафтино          | посёлок                | 178       |
| 12 | Кононково        | деревня                | 1         |
| 13 | Корхово          | деревня                | 10        |
| 14 | Котлованово      | деревня                | 7         |
| 15 | Красное Раменье  | деревня                | 1         |
| 16 | Куликово         | деревня                | 8         |
| 17 | Липно            | деревня                | 7         |
| 18 | Логиново         | деревня                | 1         |
| 19 | Новосадовая      | деревня                | 5         |
| 20 | Олешево          | деревня                | 0         |
| 21 | Пальцево         | деревня                | 7         |
| 22 | Поддубье         | деревня                | 0         |
| 23 | Ригодищи         | деревня                | 129       |
| 24 | Селилово         | деревня                | 84        |
| 25 | Тимково          | деревня                | 281       |
| 26 | Чешово           | деревня                | 79        |
| 27 | Ямник            | деревня                | 1         |

### Бывшие населенные пункты
В 2001 году исключена из учетных данных деревня Новая Горешница, в 1998 году — Старая Горешница.

Ранее исчезли деревни: Амосово, Рогуево, Ажевское, Остров, Михалево.

## История
В XII—XIV вв. территория поселения относилась к Деревской пятине Новгородской земли. В XV веке присоединена к Великому княжеству Московскому и относилась к Сеглинскому погосту Деревской пятины.

После реформ Петра I территория поселения входила:
- в 1708—1727 гг. в Санкт-Петербургскую (Ингерманляндскую 1708—1710 гг.) губернию, Новгородскую провинцию,
- в 1727—1775 гг. в Новгородскую губернию, Новгородскую провинцию,
- в 1775—1796 гг. в Новгородское наместничество,
- в 1796—1927 гг. в Новгородскую губернию, Валдайский уезд, южная часть территории поселения (деревни Липно и Пальцево) относилась к Вышневолоцкому уезду Тверской губернии,
- в 1927—1935 гг. в Ленинградскую область, Бологовский район,
- в 1935—1990 гг. в Калининскую область, Бологовский район,
- с 1990 в Тверскую область, Бологовский район.

В середине XIX-начале XX века большинство деревень поселения относились к Кемецкой волости Валдайского уезда Новгородской губернии.

В 50-е годы XX века на территории поселения существовали Пальцевский и Чешевский сельсоветы Бологовского района Калининской области.

## Экономика
Основное хозяйство: СПК «Тимково».